# Ngjyra e kuqe
"Ngjyra e kuqe" är en låt framförd av den albansk-makedoniske sångaren Adrian Gaxha och Floriani. Med låten ställde de upp i Kënga Magjike 14 år 2012.
Låten skrevs av Bujar Idrizi medan musiken komponerades av Adrian Gaxha. Låten presenterades för första gången vid E diela shqiptare (albansk söndag) den 7 oktober 2012 och inom en veckas tid fick låten över 1 miljon visningar på Youtube, vilket var överlägset flest jämfört med tävlingens övriga bidrag. De tog sig vidare till semifinalen den 9 november och därifrån tog de sig till finalen som hölls den 10 november 2012 i Pallati i Kongreseve.